# سیارک ۴۶۲۵
سیارک ۴۶۲۵ (به انگلیسی: 4625 Shchedrin، نامگذاری:1982UG6) چهار هزار و ششصد و بیست و پنجمین سیارک کشف شده‌است که در ۲۰ اکتبر ۱۹۸۲ کشف شد.
قدر مطلق سیارک برابر ۱۳٫۵۰ است.